# Triathlon aux Jeux panaméricains de 2011
Navigation
Édition précédente Édition suivante
Le triathlon  aux Jeux panaméricains de 2011 a lieu à Guadalajara au Mexique. Deux épreuves distinctes sont au programme le 23 octobre pour les courses féminines et masculines.
L'événement est également le support des championnats panaméricains de triathlon.

## Médaillés
| Event  | Or               | Argent               | Bronze           |
| ------ | ---------------- | -------------------- | ---------------- |
| Hommes | Reinaldo Colucci | Manuel Huerta        | Brent McMahon    |
| Femmes | Sarah Haskins    | Bárbara Riveros Díaz | Pâmella Oliveira |

## Tableau des médailles
| Rang  | Nation     | Or | Argent | Bronze | Total |
| ----- | ---------- | -- | ------ | ------ | ----- |
| 1     | Brésil     | 1  |        | 1      | 2     |
| 2     | États-Unis | 1  |        |        | 1     |
| 3     | Porto Rico |    | 1      |        | 1     |
| 3     | Chili      |    | 1      |        | 1     |
| 5     | Canada     |    |        | 1      | 1     |
| Total | Total      | 2  | 2      | 2      | 6     |

## Résultats
| Position           | Athlète                   | Nation           | Temps           | écart      |
| ------------------ | ------------------------- | ---------------- | --------------- | ---------- |
| Médaille d'or      | Sarah Haskins             | États-Unis       | 1 h 57 min 37 s | /          |
| Médaille d'argent  | Bárbara Riveros Díaz      | Chili            | 2 h 0 min 23 s  | 46 s       |
| Médaille de bronze | Pâmella Oliveira          | Brésil           | 2 h 0 min 32 s  | 55 s       |
| 4                  | Gwen Jorgensen            | États-Unis       | 2 h 0 min 54 s  | 1 min 17 s |
| 5                  | Kathy Tremblay            | Canada           | 2 h 1 min 13 s  | 1 min 36 s |
| 6                  | Claudia Rivas             | Mexique          | 2 h 2 min 18 s  |            |
| 7                  | Elizabeth Bravo           | Équateur         | 2 h 3 min 34 s  |            |
| 8                  | Flora Duffy               | Bermudes         | 2 h 3 min 38 s  |            |
| 9                  | Michelle Flipo            | Mexique          | 2 h 3 min 51 s  |            |
| 10                 | Carolina Grimaldo         | Colombie         | 2 h 4 min 29 s  |            |
| 11                 | Romina Palacio Balena     | Argentine        | 2 h 4 min 40 s  |            |
| 12                 | Flavia Fernandes          | Brésil           | 2 h 5 min 27 s  |            |
| 13                 | Sara McLarty              | États-Unis       | 2 h 5 min 49 s  |            |
| 14                 | Alia Cardinale Villalobos | Rép. dominicaine | 2 h 6 min 57 s  |            |
| 15                 | Favia Diaz                | Chili            | 2 h 7 min 33 s  |            |

| Position           | Athlète               | Nation           | Temps           | écart      |
| ------------------ | --------------------- | ---------------- | --------------- | ---------- |
| Médaille d'or      | Reinaldo Colucci      | Brésil           | 1 h 48 min 2 s  | /          |
| Médaille d'argent  | Manuel Huerta         | Porto Rico       | 1 h 48 min 9 s  | 7 s        |
| Médaille de bronze | Brent McMahon         | Canada           | 1 h 48 min 22 s | 20 s       |
| 4                  | Kyle Jones            | Canada           | 1 h 48 min 45 s | 43 s       |
| 5                  | Diogo Sclebin         | Brésil           | 1 h 49 min 49 s | 1 min 47 s |
| 6                  | Tyler Butterfield     | Bermudes         | 1 h 50 min 3 s  |            |
| 7                  | Jason Wilson          | Barbade          | 1 h 50 min 9 s  |            |
| 8                  | Felipe Van de Wyngard | Chili            | 1 h 50 min 14 s |            |
| 9                  | Michel González       | Cuba             | 1 h 50 min 47 s |            |
| 10                 | Matt Chrabot          | États-Unis       | 1 h 50 min 58 s |            |
| 11                 | Leonardo Chacón       | Rép. dominicaine | 1 h 50 min 59 s |            |
| 12                 | Carlos Quinchara      | Colombie         | 1 h 51 min 25 s |            |
| 13                 | Crisanto Grajales     | Mexique          | 1 h 51 min 52 s |            |
| 14                 | Bruno Matheus         | Brésil           | 1 h 52 min 8 s  |            |
| 15                 | Luciano Taccone       | Argentine        | 1 h 52 min 12 s |            |